# رودریگینهو (بازیکن فوتسال ارمنستانی)
رودریگینهو ( زاده ۹ سپتامبر ۱۹۸۹) بازیکن فوتسال در پست مدافع اهل ارمنستان است. 

## باشگاهی
از باشگاه‌هایی که در آن بازی کرده‌است می‌توان به باشگاه فوتسال نوریلسک نیکل اشاره کرد.

## تیم ملی
وی همچنین در تیم ملی فوتسال ارمنستان بازی کرده‌است. 